# Fieseler Fi 156 Storch
Fieseler Fi 156 Storch ("Štorklja") je bilo lahko enomotorno STOL letalo, ki ga je razvil Fieseler pred 2. svetovno vojno. Letalo se je uporabljajo za opazovanje (izvidništvo) in lahki transport. Imel je predkrilca na celotnem sprednjem krili, na celotnem zadnjem robu so bile ravno tako kontrolne površine - notranjih 50% so bila zakrilca, zunanjih 50% pa krilca. Za vzlet in pristanek je potreboval vsega nekaj deset metrov steze. Lahko je pristajal s slabo pripravljenih in nagnjenih stez. 
Letalo so proizvajali v Nemčji, Franciji, Sovjettski zvezi, Češkoslovaški in Romuniji. 

## Specifikacije (Fi 156)
Splošne karakteristike
- Posadka: 2
- Dolžina: 9,9 m (32 ft 6 in)
- Razpon kril: 14,3 m (46 ft 9 in)
- Višina: 3,1 m (10 ft 0 in)
- Površina kril: 26 m² (280 ft²)
- Teža praznega letala: 860 kg (1900 lb)
- Naložena teža: 1260 kg (2780 lb)
- Pogon letala: 1 ×  Zračnohlajeni 8-valjni obratni V-motor Argus As 10, 180 kW (240 KM)

 Zmogljivost 
- Maks. hitrost: 175 km/h (109 mph) na višini 300 m (1000 ft)
- Doseg: 380 km (210 nmi, 240 milj)
- Višina leta: 4600 m (15090 ft)
- Hitrost vzpenjanja: 4,8 m/s (945 ft/min)
- Obremenitev kril: 48,5 kg/m² (9,9 lb/ft²)
- Razmerje moč/teža: 143 W/kg (0,087 KM/lb)Oborožitev

- Strelno orožje: MG 15 strojnica